# Louvigny (Calvados)
Louvigny település Franciaországban, Calvados megyében. Lakosainak száma 2627 fő (2022. január 1.). Louvigny Bretteville-sur-Odon, Caen, Éterville, Fleury-sur-Orne, Maltot és Saint-André-sur-Orne községekkel határos.

## Népesség
A település népességének változása:
| Lakosok száma | 951  | 1384 | 1712 | 2531 | 2766 | 2788 | 2742 | 2683 | 2666 | 2627 |
|               | 1968 | 1982 | 1990 | 2006 | 2013 | 2015 | 2017 | 2019 | 2020 | 2022 |